# 戈亚斯州邦雅尔丁
戈亚斯州邦雅尔丁（葡萄牙語：Bom Jardim de Goiás）是巴西戈亚斯州的一个市镇。总面积1850.738平方公里，总人口8129人，人口密度4.4人/平方公里。